# Florestan Berset
Florestan Berset (* 1995 in La Chaux-de-Fonds) ist ein Schweizer Improvisationsmusiker (Gitarre), der genreübergreifend arbeitet.

## Wirken
Berset studierte an der Musikhochschule Luzern bei Christy Doran, Kalle Kalima und Fred Frith, wo er 2017 mit dem Bachelor und dann mit dem Master abschloss. 
Berset veröffentlichte 2017 seine EP Antomology (mit Noël Akchoté). 2019 trat er als Solist beim Schaffhauser Street-Jazzfestival auf.  Im Trio MingBauSet (mit Gerry Hemingway am Schlagzeug und der Sängerin Vera Baumann) erschien 2021 auf dem polnischen Label Fundacja Słuchaj das Album Yakut’s Gallop und wurde in Luzern mit dem Preis »Selektive Förderung« ausgezeichnet. Mit Hemingway ist er auch auf dessen Album Afterlife zu hören.
Unter eigenem Namen veröffentlichte er 2024 A Vol d’Oiseau im Trio mit Norbert Pfammatter und Francesco Losavio. 2025 erschien sein Soloalbum Answer to Gravity bei Unit Records.
Weiterhin arbeitete er unter anderem mit Pierre Favre und John Voirol.